# 棘背杜父魚
棘背杜父魚，為輻鰭魚綱鮋形目杜父魚亞目杜父魚科的其中一種，為亞熱帶海水魚，分布於東太平洋加拿大卑詩省至美國加州南部海域，棲息深度可達183公尺，體長可達20公分，棲息在岩石底質底層水域，生活習性不明。